# Alentejo
Alentejo régiója (portugálul Região do Alentejo) egyike Portugália hét NUTS II besorolású statisztikai célú területi egységének, központja Évora. Alentejo név eredetileg az "Além-Tejo" kifejezésből ered, ami lefordítva azt jelenti hogy "Tejontúl".
Az Alentejo régiója magába foglalja Portalegre, Évora és Beja megyéket, valamint Setúbal és Santarém megyék déli felét. Északról a Centro régió, keletről Spanyolország (nevezetesen Extremadura valamint Andalúzia autonóm közösségek), délről Algarve és nyugatról az Atlanti-óceán határolja.
Az Alentejo régió legnagyobb és legnépesebb városai (2001): Évora (41 159 lakos), Santarém (28 760 lakos), Beja (21 658 lakos), Portalegre (15 238 lakos), Elvas (15 115 lakos), Sines (11 303 lakos), Vendas Novas (9 485 lakos), Vila Nova de Santo André (8 745 lakos), Montemor-o-Novo (8 298 lakos).
- Régió teljes területe: 31 483.6 km²  (Kontinentális Portugália területének 33%-a).
- Régió teljes lakossága (2007): 762 600 fő (Kontinentális Portugália lakosságának 7,5%-a).
- Régió átlagos népsűrűsége (2007): 24.2 fő/km²

Az Alentejo régió-n  belül öt NUTS III szintű szubrégió van:
- Alentejo Central
- Alentejo Litoral
- Alto Alentejo
- Baixo Alentejo
- Lezíria do Tejo

A régión belül 58 község (portugálul concelho vagy município) található, ami Portugália települési önkormányzatainak 18,8%-a.
A jelenlegi Alentejo régió területe nem azonos a hagyományosan Alentejó-nak hívott tájegységgel amely kiterjedését tekintve kisebb, mert nem tartalmazza Ribatejo történelmi tartományt. Noha közigazgatásilag sosem volt egyetlen összefüggő országrész, Portugáliában az Alto Alentejo és Baixo Alentejo történelmi tartományok által alkotott tájegységet szokás Alentejó-ként nevezni.

## Galéria

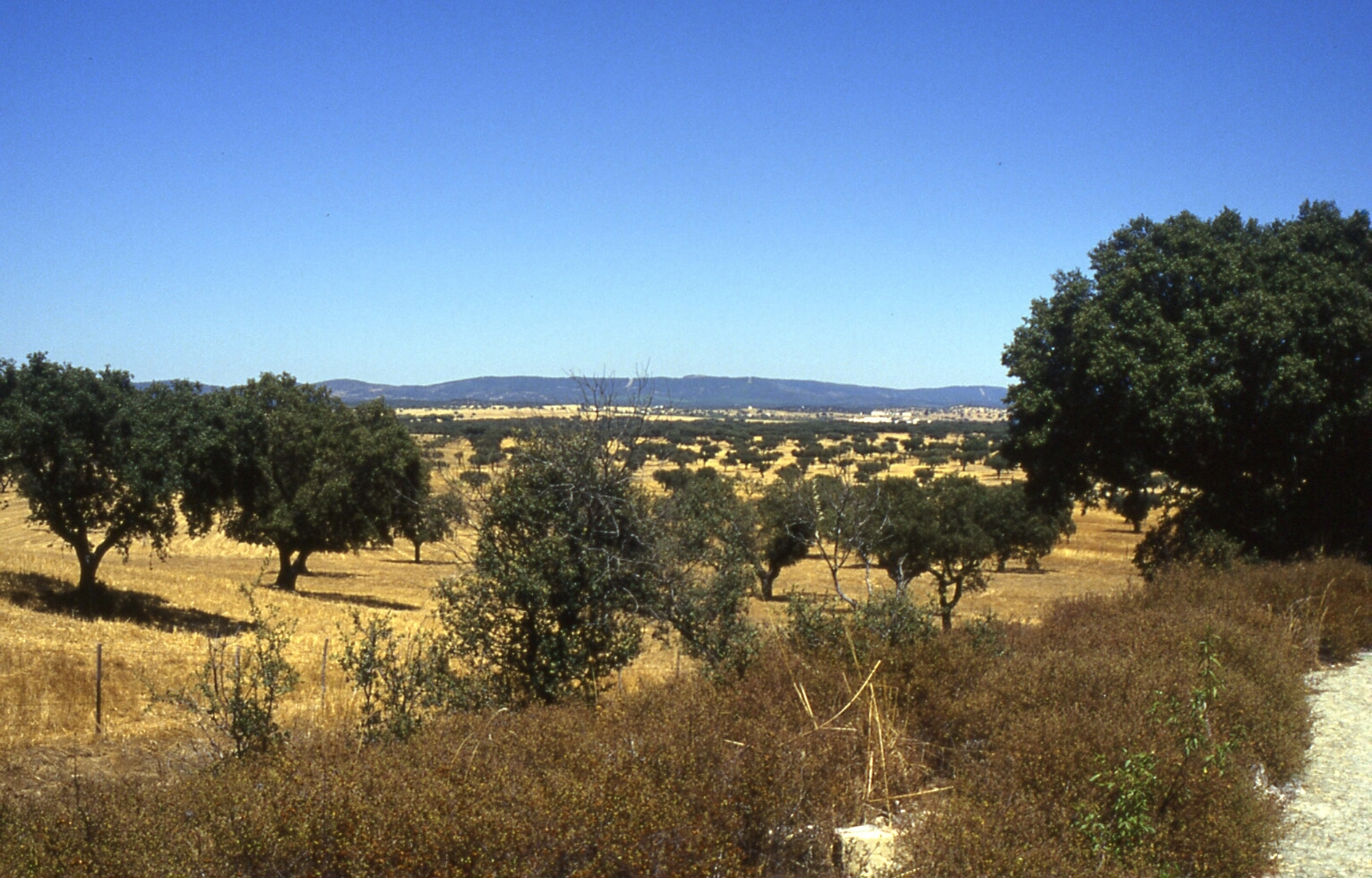
Tájkép
Tipikus tájkép
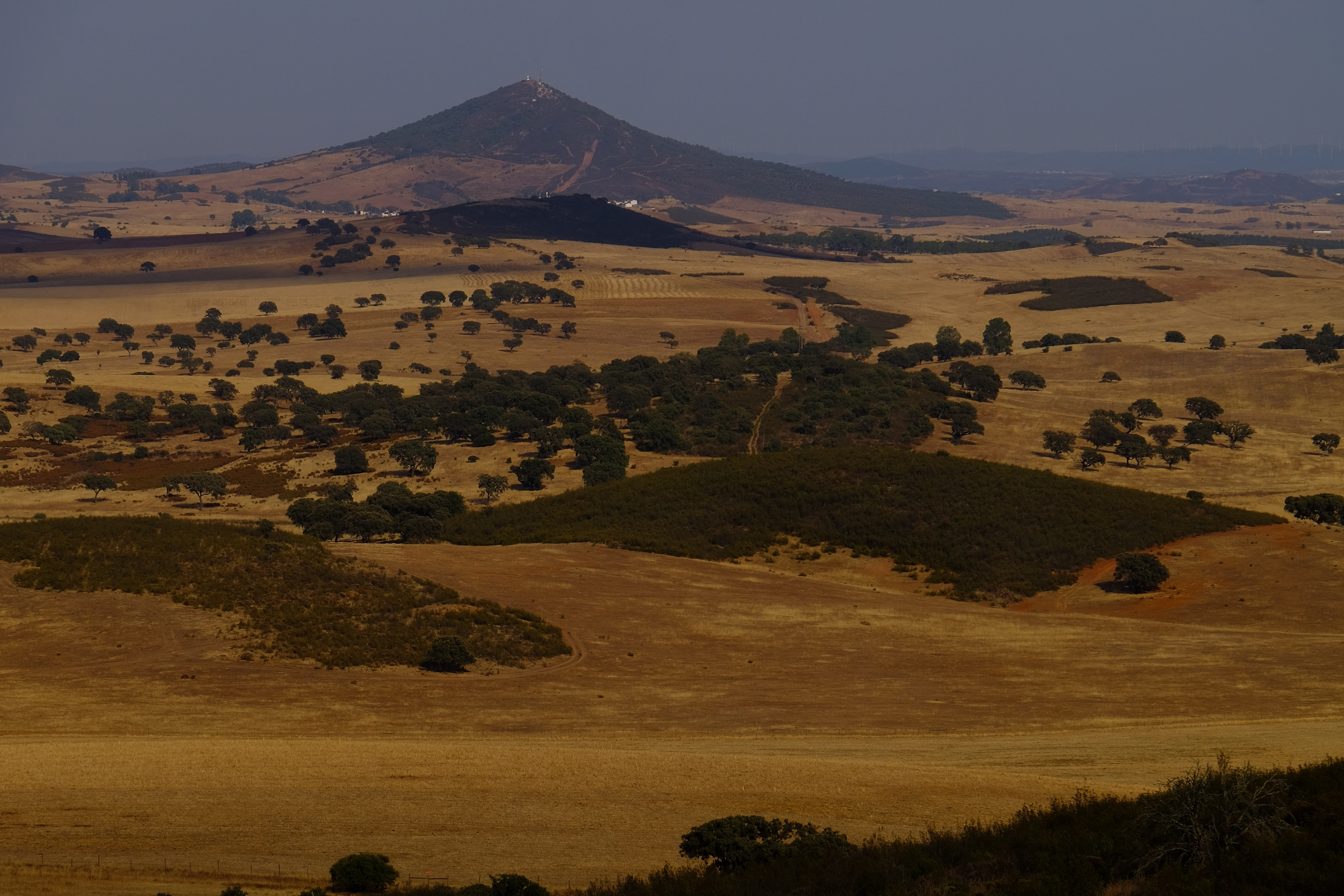
Tájkép
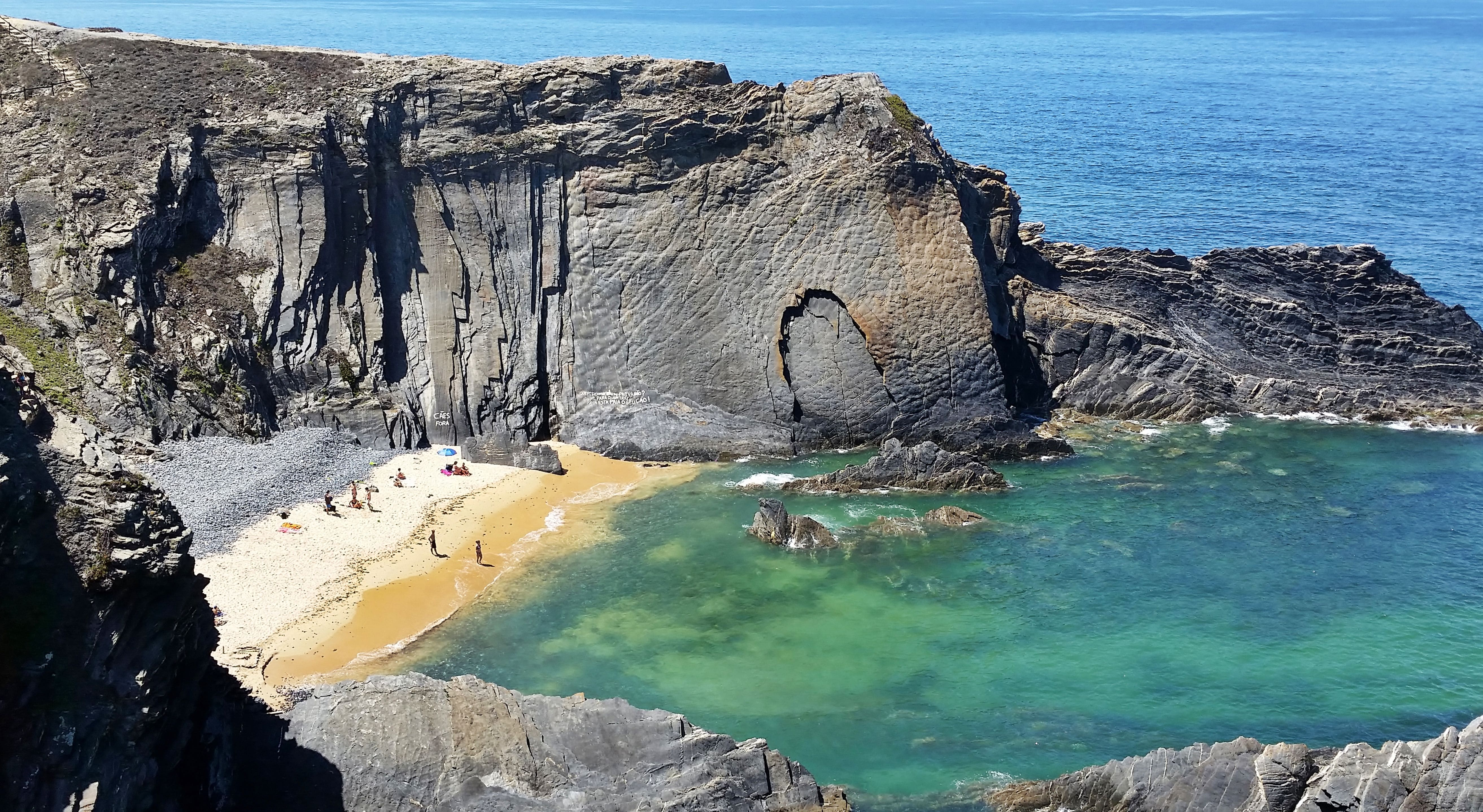
Tengerparti kép
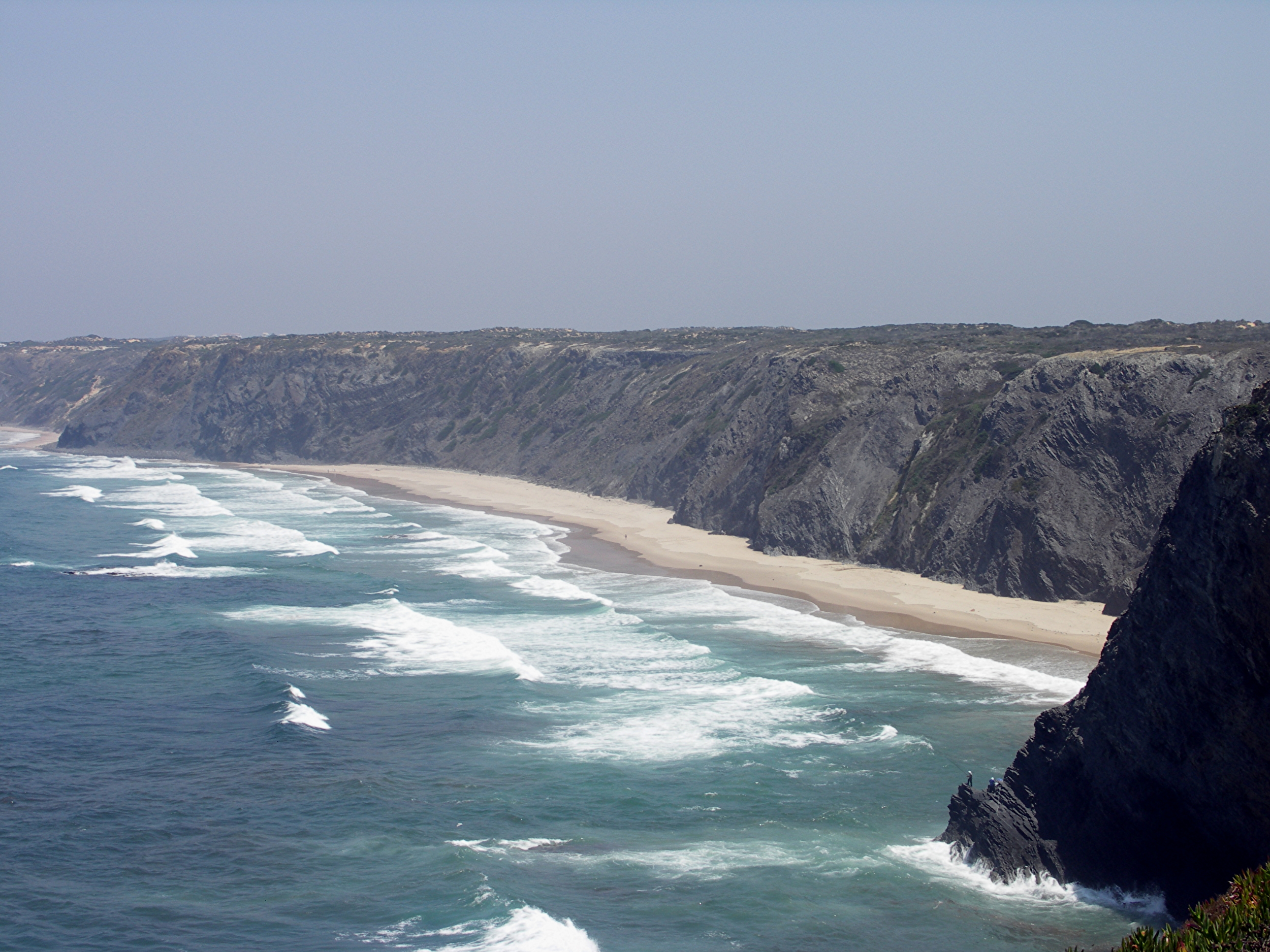
Tengerpart
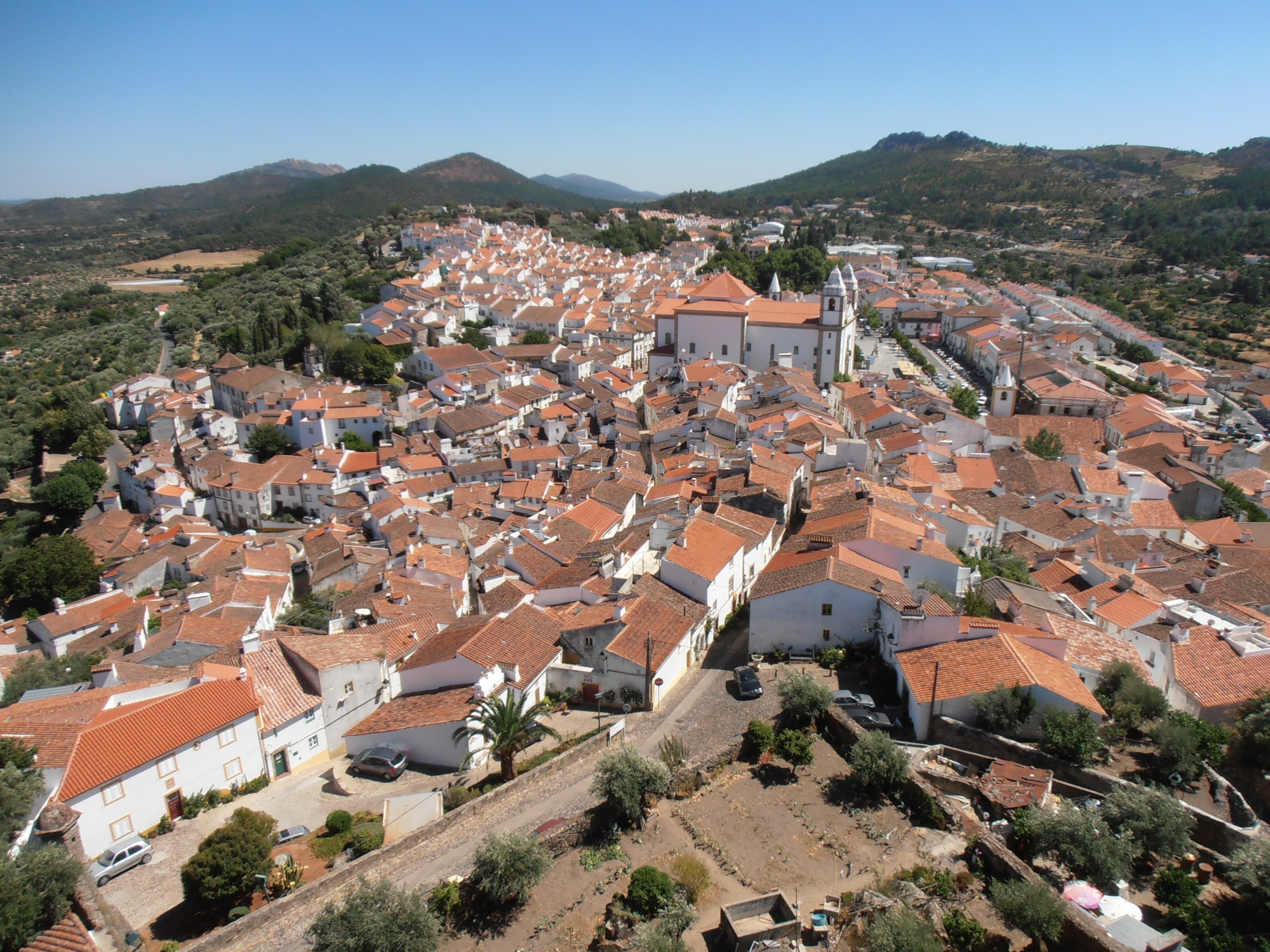
Castelo de Vide
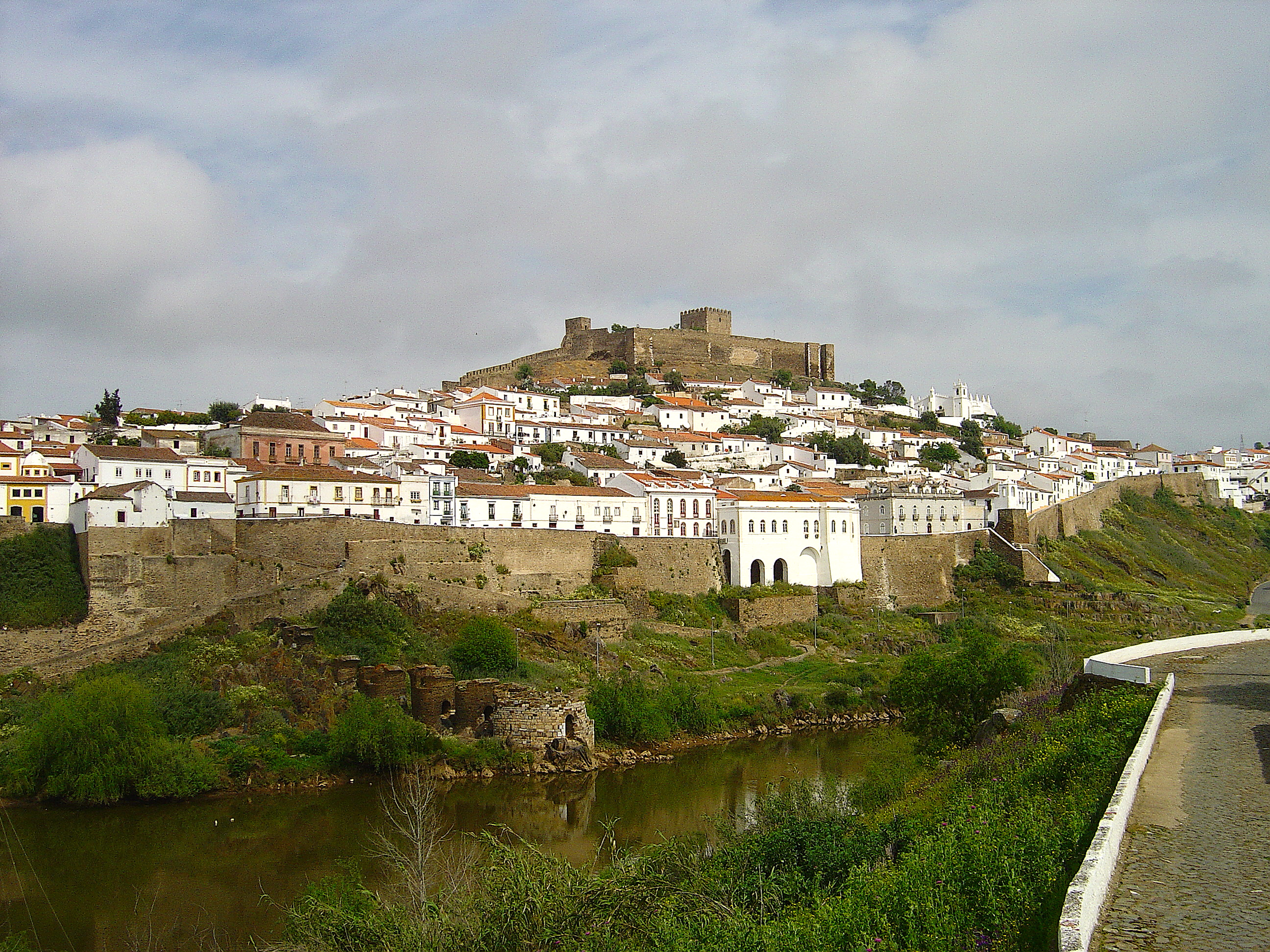
Mértola
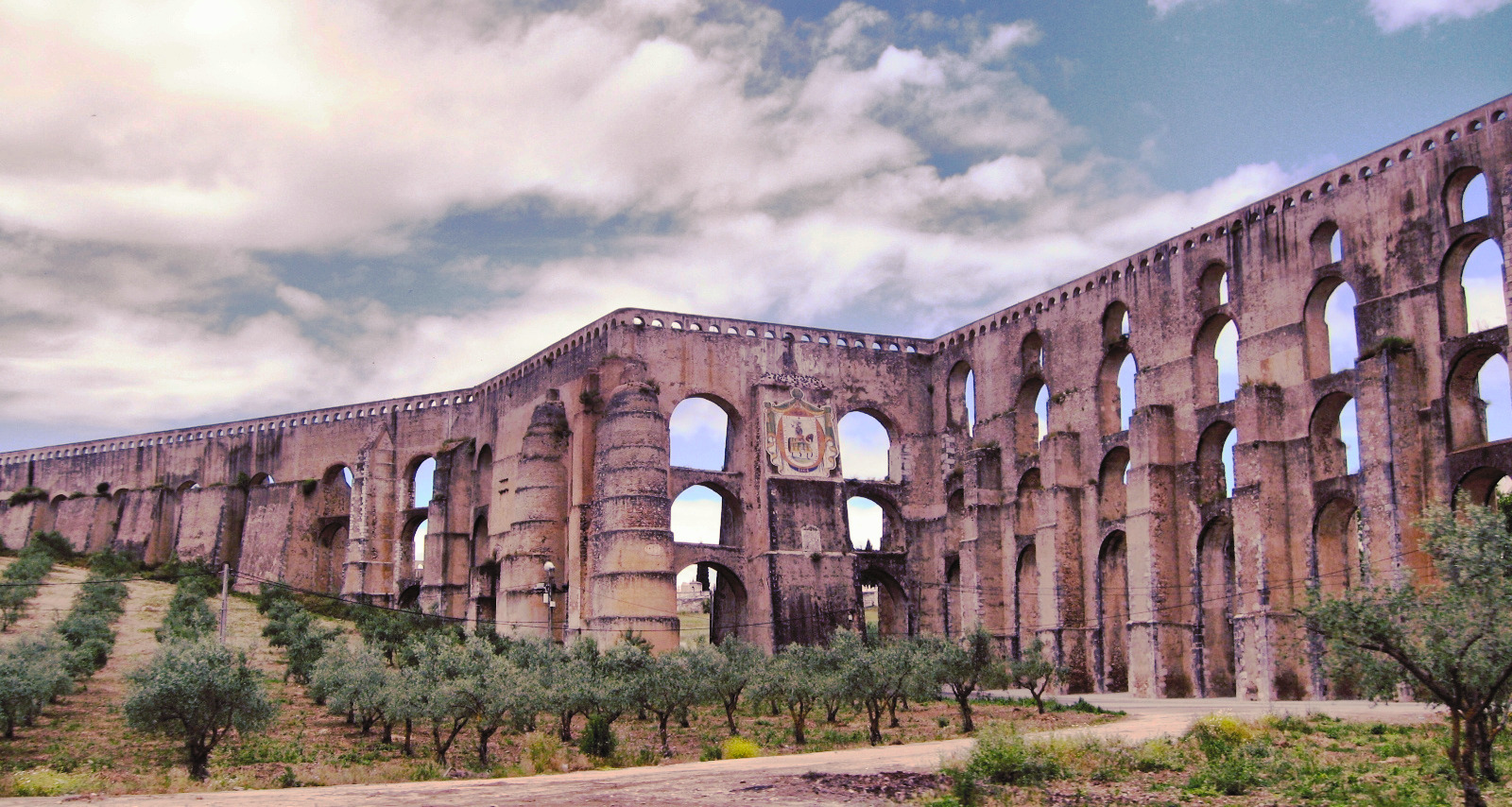
16. sz.-i vízvezeték, Elvas

## Külső kapcsolatok
- A régió hivatalos weboldala (portugálul)
- Allentejo - Alentejo internetes portálja Archiválva 2008. július 27-i dátummal a Wayback Machine-ben
- Go Alentejo – turisztikai weboldal